# Porzana tabuensis
Porzana tabuensis е вид птица от семейство Rallidae.

## Разпространение
Видът е разпространен в Американска Самоа, Австралия, Индонезия, Източен Тимор, Микронезия, Нова Каледония, Нова Зеландия, Ниуе, Острови Кук, Папуа Нова Гвинея, Питкерн, Самоа, Соломоновите острови, Тонга, Фиджи, Френска Полинезия и Филипините.